# Lagoinha (Ilha Terceira)
Lagoinha é uma lagoa que se encontra alojada na cratera de um vulcão que faz parte do grande cone vulcânico que dá origem à Serra de Santa Bárbara. Está a uma cota de altitude de 786 metros acima do nível do mar.
Tal como a Lagoa Negra também situada na Serra de Santa Bárbara, esta lagoa situa-se numa zona de grande pluviosidade com chuvas intensas mas sazonais com maior frequência no Inverno.
Enquadra-se num habitat de montanha com águas oligomesotróficas da região medioeuropeia e perialpina com vegetação aquática, com referência às espécies Littorela uniflora e Issoëtes azorica própria.

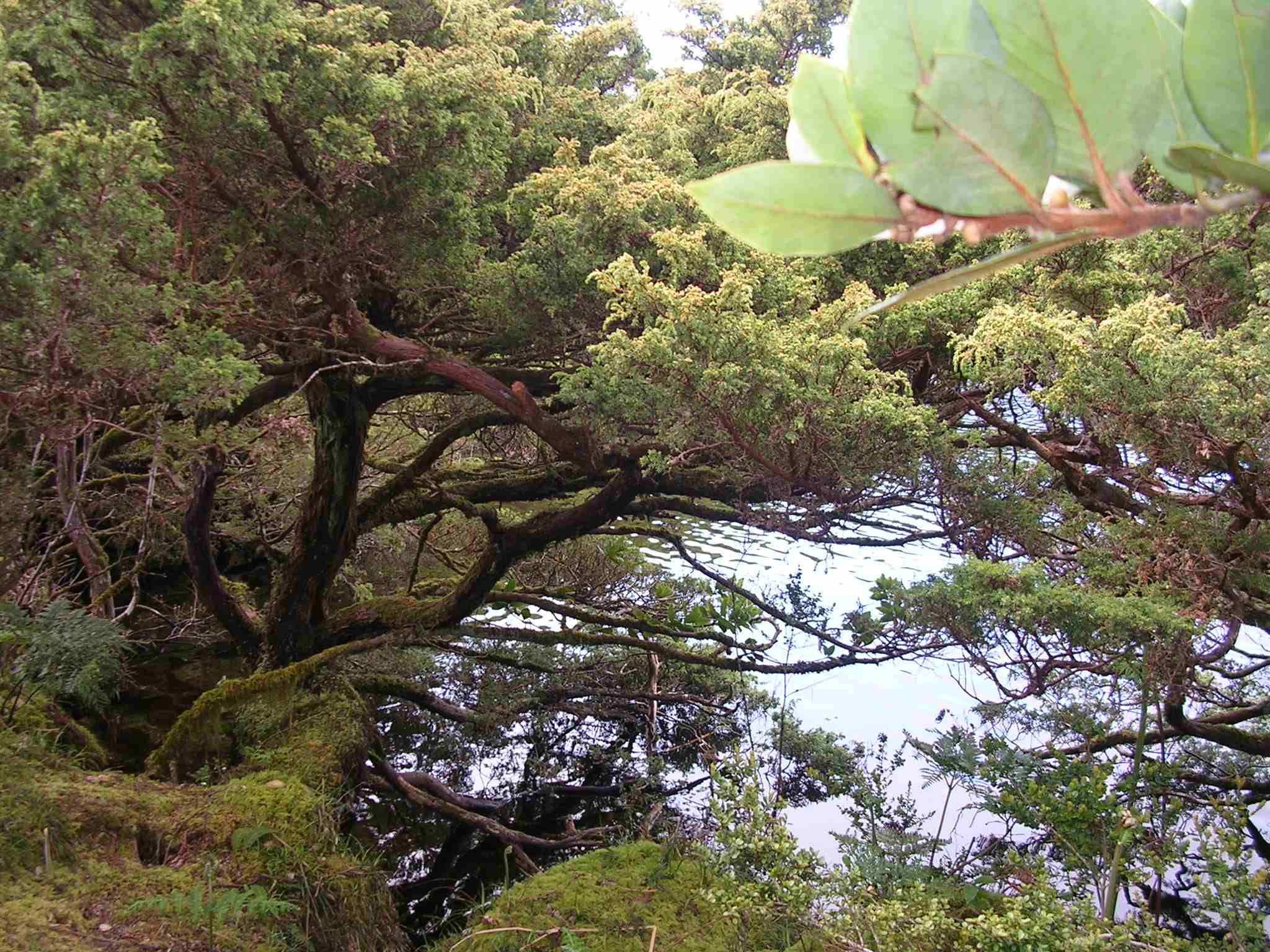
Lagoinha e a flora endémica da Macaronésia que a rodeia.

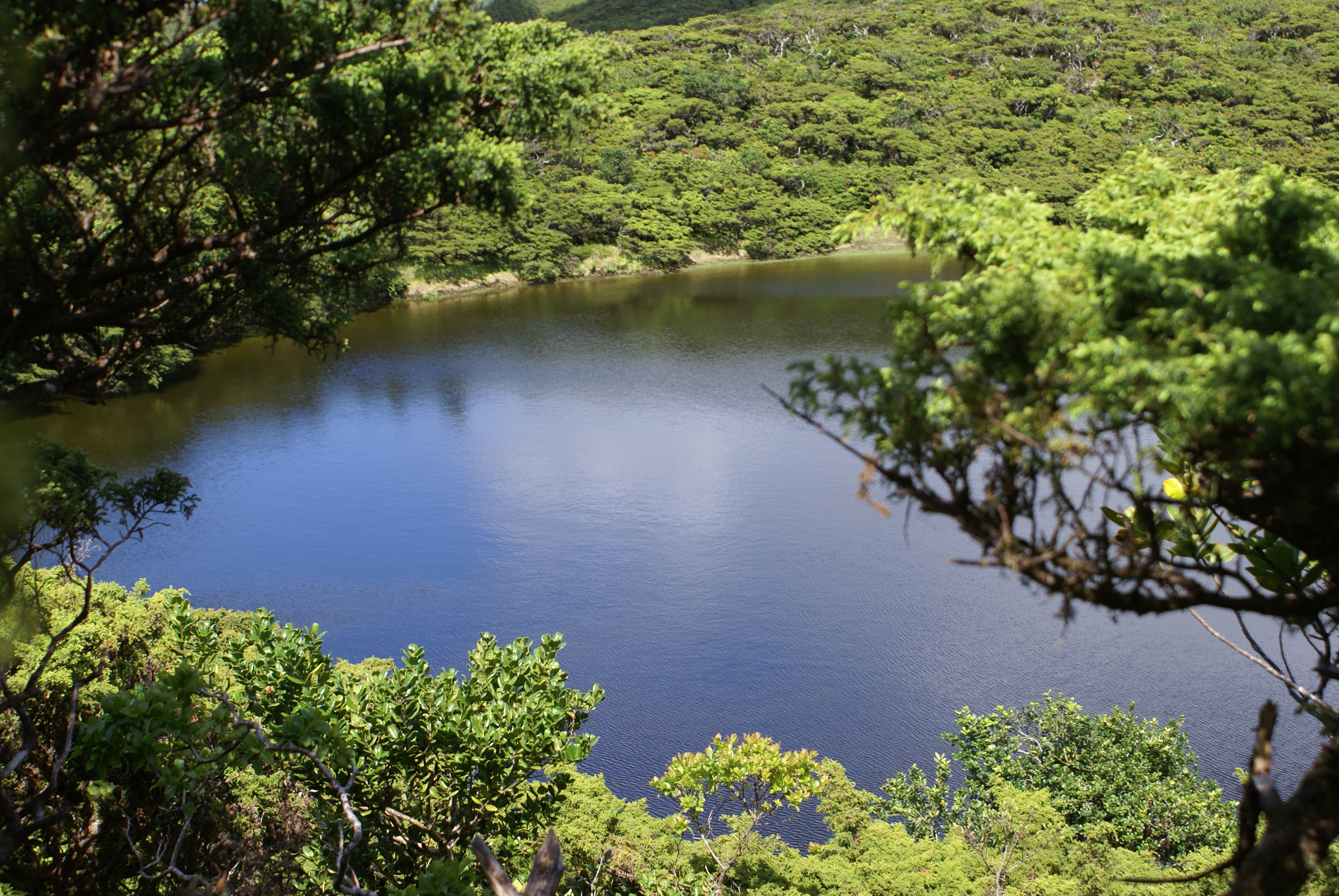
Lagoinha, Ilha Terceira.

É uma lagoa de pequenas dimensões, rodeada de abundantes turfeiras que ajudam a reter e controlar as águas, contribuindo assim para a alimentação da lagoa bem como para a alimentação da tolha freática da ilha.
Devido à sua localização dentro da caldeira do vulcão da Serra de Santa Bárbara, encontra-se também dentro da área abrangida pelo Sítio de Importância Comunitária da Serra de Santa Bárbara e Pico Alto que se desenvolve desde o nível do mar até às montanhas. Neste SIC está representada a maioria dos tipos de ecossistemas naturais dos Açores.
Existem neste SIC diversos exemplos de espécies e habitats protegidos por Legislação Comunitária (Directiva 92/43/CEE) e Nacional (Decreto-Lei n.° 140/99).
Há em redor da lagoa, bem como nas zonas próximas, grandes povoamentos de flora indígena das florestas de laurissilva típicas  dos Açores. A floresta de Laurissilva, cuja origem está relacionada com as florestas húmidas do Terciário existentes no Sul da Europa e desaparecidas há milhões de anos aquando das últimas glaciações, é uma floresta com um índice de endemismos muito elevado. Surge por todas as ilhas da Macaronésia, escalonada em altitude em que um dos seus mais belos exemplares será porventura o Cedro-do-mato [Juniperus brevifolia),